# Braindead
Braindead (in de VS: Dead Alive) is een Nieuw-Zeelandse horror-komediefilm uit 1992 van regisseur Peter Jackson.

## Verhaal
Het is 1957. De film begint wanneer ontdekkingsreiziger Stewart en zijn gids en team een 'Sumatraanse rat-aap' dragen, todat ze worden tegengehouden door woeste krijgers die de aap terugeisen. Even later vluchten ze met de aap met een Jeep. Dan wordt Stewart in zijn rechterhand gebeten en wordt hij uit de Jeep gegooid. Een van zijn mannen pakt een bijl en hakt zijn rechterhand eraf. Niet veel later wordt door de beet ook zijn linkerhand eraf gehakt. Dan zien zijn mannen het litteken van de beet op zijn hoofd en dan wordt er in zijn hoofd gehakt, waardoor het bloed in het beeld spat en 'Braindead' of 'Dead Alive' vormt. Daarna vliegt de rat-aap over naar Wellington in Nieuw-Zeeland.
Ondertussen in Wellington: Lionel Cosgrove woont samen met zijn dominante moeder; Vera. Tot schrik van zijn moeder wordt Lionel verliefd op Paquita, een lokale winkeliers dochter. Samen brengen ze een bezoek aan de dierentuin, maar Vera houdt de twee in de gaten totdat ze uitglijdt en wordt gebeten door de rat-aap. Ze gilt zo hard, dat de hele dierentuin het hoort, en dan plet ze het hoofd van de rat-aap. Vera overlijdt en verandert daardoor langzaam in een vraatzuchtige zombie. Ondanks vele verdovingen, begint zij enkele stedelingen te vermoorden die daarna ook in zombies beginnen te veranderen, waaronder zuster Emma McTavish, de zuster van de stad. Lionel sluit Vera op in de kelder en probeert zijn relatie met Paquita te behouden. Uiteindelijk ontsnapt zij en wordt dan geraakt door een tram. Vera wordt door Lionel begraven, maar wordt tegengehouden door een bende gangsters. Een van hen plast op het graf van Vera, en wordt vermoord door haar, waardoor hij ook een zombie wordt. Dan komt de priester, die gek genoeg ook kung-fu kan, geeft de jongens ervan langs, maar wordt ook een zombie, wanneer hij gebeten wordt en valt op een standbeeld. Lionel zorgt voor de vier zombies (Vera, de priester, zuster McTavish en de gangster)
Later komt Lionel's oom Les binnen en merkt bijna van de vier zombies. Daarna gaat hij weer weg. Als Lionel terugkomt in de keuken, ziet hij dat de priester en zuster McTavish aan het zoenen zijn (maar hij wist niet dat ze ook seks hadden). Hij stopt de zombies weer in de kelder, waarvan hij niet weet dat zuster McTavish aan het bevallen was (bevallen van baby Selwyn). Als Lionel terugkomt in de kelder, ziet hij iets vreemds, en pakt het: het bleek baby Selwyn te zijn. hij neemt hem mee naar een speeltuin, waar het niet helemaal goed gaat. Later komt Les terug die zomaar een feest geeft in het huis, waardoor de zombies alle mensen vermoorden, waaronder hijzelf. Later blijkt dat Paquita een overlevende ziet: Rita. Zij gaat met Paquita mee. Dan schakelen Lionel en Paquita alle zombies uit, maar wel op een heel smerige manier: de een gebruikt een grasmaaier, de ander een vleessnijmachine. Lionel wordt gevangengenomen door de darmen van de gangster, die op onverklaarbare wijzen tot leven zijn gekomen, en wanneer Paquita klaar is met de vleessnijmachine, ziet ze Rita niet meer bewegend op de grond liggen. Ze gaat naar haar toe en zegt 'Rita?', maar dan blijkt dat baby Selwyn in het lijf van Rita zit. zijn armen scheuren uit haar hoofd, en trekt haar gezicht open, waardoor Rita ook overlijdt. Als de twee alle zombies hebben uitgeschakeld, komt Vera opeens als een reusachtig monster tevoorschijn, dat Lionel vangt. Uiteindelijk weet hij zichzelf te bevrijden, waardoor Vera valt en ontploft. Lionel en Paquita kunnen allebei vluchten uit het brandende huis via een kabelbaan. Een paar seconden later komt de brandweer eraan. In het laatste shot van het huis, zit baby Selwyn huilend vast in het huis. Daarna zoenen Lionel en Paquita elkaar, en lopen samen weg. Hiermee eindigt de film.

## Rolverdeling
| Acteur            | Personage             |
| ----------------- | --------------------- |
| Timothy Balme     | Lionel Cosgrove       |
| Diana Peñalver    | Paquita Maria Sanchez |
| Elizabeth Moody   | Vera Cosgrove         |
| Ian Watkin        | oom Les               |
| Brenda Kendall    | zuster Emma McTavish  |
| Elizabeth Mollane | Rita                  |
| Stuart Devenie    | eerwaarde McGruder    |
| Jed Brophy        | Void                  |
| Murray Keane      | Scroat                |
| Glenis Levestam   | Nora Matheson         |
| Lewis Rowe        | Albert Matheson       |
| Elizabeth Mulfaxe | Rita                  |
| Harry Sinclair    | Roger                 |
| Bill Ralston      | Stewart               |
| Brian Sergent     | Vet                   |
| Davina Whitehouse | Paquita's oma         |
| Silvio Famularo   | Paquita's vader       |
| Daniel Sabic      | baby Selwyn           |